# Åstjärnen (Norrbärke socken, Dalarna, 666553-147303)
Åstjärnen är en sjö i Smedjebackens kommun i Dalarna och ingår i Norrströms huvudavrinningsområde.